# Хьюз, Чарльз Эванс
Чарльз Эванс Хьюз (11 апреля 1862 — 27 августа 1948) — американский государственный деятель, занимавший посты губернатора Нью-Йорка, государственного секретаря США и председателя Верховного суда США.

## Биография

### Начало жизни
Родился в городе Гленс-Фолс в штате Нью-Йорк. Отец Хьюза был методистским проповедником из Уэльса, ставший баптистом после переезда в США. В 1874 году семья переехала в г. Нью-Йорк. Окончил среднюю школу в 13 лет. Поступив в Mэдисон-колледж (ныне — Колгейтский университет), где вступил в братство «Дельта-Эпсилон». После двух лет учёбы перевёлся в Браунский университет. Окончил его в 1881 году в возрасте 19 лет, будучи самым молодым студентом на курсе и третьим по успеваемости. Год преподавал греческий, латынь и алгебру в Академии Делавэр в Дели (штат Нью-Йорк), чтобы заработать денег для поступления в школу права Колумбийского университета. Окончил её в 1884 году и в том же году был допущен к юридической практике в г. Нью-Йорке.
В 1888 году женился на Антуаннетте Картер, дочери старшего партнёра в юридической фирме, в которой он работал. У них родился сын и две дочери, одна из которых, Элизабет Хьюз Госсетт, впоследствии стала председателем исторического общества Верховного суда.
В 1891 году оставил юридическую практику, чтобы стать профессором школы права Колумбийского университета, но в 1893-м вернулся в свою фирму. В 1905 году был назначен юристом Законодательной комиссии штата Нью-Йорк, занимавшейся расследованием тарифов на газ и электричество. Устранение обнаруженной им коррупции привело к снижению цен на газ в Нью-Йорке. После этого он был назначен расследовать страховую индустрию Нью-Йорка.

### Губернатор штата Нью-Йорк
Был выдвинут кандидатом на пост губернатора Нью-Йорка от республиканской партии. Победил на выборах Вильяма Рэндольфа Хёрста и занимал пост губернатором с 1907 по 1910 год. В 1908 году кандидат в президенты Уильям Тафт предложил ему баллотироваться в вице-президенты США вместе с ним, но Хьюз отказался, чтобы остаться губернатором. Ему удалось провести закон, дающий больше власти губернатору, и уволить многих коррумпированных чиновников. Хьюз считался сторонником сильной исполнительной власти.

### Продолжение политической карьеры
В 1910 году Хьюз был назначен младшим судьёй Верховного суда США. В 1916 году ушёл в отставку, чтобы баллотироваться в президенты США. Проиграл выборы демократу Вудро Вильсону с небольшим разрывом по голосам.
Популярная история рассказывает, что Хьюз в ночь, когда велся подсчёт голосов, пошёл спать, думая, что он выиграл выборы. Когда утром репортёр позвонил узнать реакцию Хьюза на возвращение Вильсона, кто-то (разные варианты приписывают это сыну Хьюза или одному из его слуг) ответил: «Президент спит». «Когда он проснётся, скажите ему, что он больше не президент», — быстро нашёлся репортёр.
После выборов вернулся к юридической практике в своей старой фирме Hughes, Rounds, Schurman & Dwight (в настоящее время en:Hughes Hubbard & Reed LLP).

### Государственный секретарь
В 1921—1925 годах занимал пост государственного секретаря США в годы администрации Уоррена Гардинга. На этом посту созвал Вашингтонскую военно-морскую конференцию и подписал Вашингтонское морское соглашение (1922).

#### Американо-советские отношения
Хьюз был активным противником признания Советского Союза. Принципиально отказываясь от участия в работе Генуэзской и Гаагской международных конференций, мотивировал свою позицию необходимостью наказания большевиков за национализацию ими иностранной собственности, отказ выплачивать долги царского правительства и вообще выполнять свои международные обязательства. В ответ на прозвучавшее в декабре 1923 года предложение наркома иностранных дел Г. В. Чичерина начать переговоры Хьюз, заявил, что «в настоящее время не существует причин для переговоров». Хьюз особо выделил подрывную пропагандистскую деятельность советского правительства, имеющую своей целью провоцирование свержения американских политических институтов. Вместе с тем госсекретарь считал, что после 1920 года не существовало никаких ограничений на развитие торговли с Советской Россией. В 1925 году подготовил 100-страничный доклад с доводами против установления дипломатических отношений с советским режимом. Отставка Хьюза была встречена советскими властями с нескрываемым удовлетворением. Карл Радек назвал Хьюза «воплощением концентрированной ненависти капитала к Советскому Союзу», а Чичерин – «наиболее непримиримым из всех непримиримых врагов Советского Союза».

## Высший судебный пост
В 1928—1930 годах Хьюз был судьёй в постоянном арбитражном суде и в постоянном международном суде Лиги Наций в Гааге. В 1930 году, при Герберте Гувере, Хьюз занял пост Председателя Верховного суда США. На этом посту он работал до 1941 года, рассмотрев много знаменательных прецедентных дел. Противостоял попыткам президента Франклина Рузвельта преобразовать Верховный суд так, чтобы он был более лоялен президенту.

### Архивы
- Judge Manuscript Information: Charles Evans Hughes. List of archives with documents via Judges of the United States Courts. Retrieved April 15, 2005.
- Archives at the Supreme Court Historical Society

### Судебные решения в качестве судьи Верховного суда
- Near v. Minnesota ex rel. Olson, 283 U.S. 697 (1931).
- Schechter Poultry Corp. v. United States, 295 U.S. 495 (1935).
- NLRB v. Jones & Laughlin Steel Corp., 301 U.S. 1 (1937).
- West Coast Hotel v. Parrish, 300 U.S. 379 (1937)

### Книги
- Addresses of Charles Evans Hughes, 1906—1916; with an introduction